# شركة الدانوب
شركة الدانوب المحدودة هي سلسلة أسواق مركزية في المملكة العربية السعودية. تم افتتاحها عام 1987م، وتنحصر أعمالها في مدُن في المملكة العربية السعودية تتضمن:جدة والرياض والمدينة المنورة ومكة المكرمة.  تملكها وتشغلها مجموعة شركات ب ن داوود. 

## الفروع
افتتحت الدانوب أول سوق مركزي لها في مركز حراء الدولي  عام 1993م. في جدة، انتقل الفرع إلى أحد المتاجر الكبرى على بعد حوالي 0.5 كم من مركز حراء الدولي. تقع محلات الدانوب الكبيرة في طريق المدينة (سابقاً: مركز حراء الدولي) ، وصيرفي ميغال ،  ريدسي مول  وفي سنترال بارك مول   افتتحت الدانوب أول سوبر ماركت لها في الرياض في حياة مول  في عام 2006م وبنيت الثانية في بانوراما مول   في عام 2010. فروعها الأخرى تتوزع على المناطق الآتية: حطين - مخرج 2 - الرياض. الخرج، النخلة بلازا - مخرج 8. الرياض، ياسمين بلازا. الرياض، تلال - الرياض. الوادي بلازا - الرياض. مُؤخراً تم افتتاح فرع جديد في جدة في شارع تاليا، منطقة الصفا.
تم افتتاح فرع جديد للدانوب في تبوك. وتحديداً بوليفارد تبوك.

## الصيت
ظهر الدانوب في الكتب في عامي 2005 و 2008 